# Earl Klugh
Earl Klugh (* 16. září 1954) je americký jazzový kytarista. Poprvé nahrával v roce 1970, šlo o album Suite 16 hudebníka Yusefa Lateefa. Své první, eponymní album vydal v roce 1976 (vydavatelství EMI). Od druhého alba přešel ke společnosti Blue Note Records a později vydal několik alb u Warner Bros. Records. Během své kariéry spolupracoval s mnoha dalšími hudebníky, mezi něž patří například Hubert Laws, Miles Davis, Roberta Flack, Al Jarreau a George Benson.